# Eurytoma caulicola
Eurytoma caulicola är en stekelart som beskrevs av Zerova 1971. Eurytoma caulicola ingår i släktet Eurytoma och familjen kragglanssteklar.
Artens utbredningsområde är:
- Bulgarien.
- Tyskland.
- Turkmenistan.
- Ukraina.

Inga underarter finns listade i Catalogue of Life.